# Désiré Heynberg
Désiré Heynberg   (Lieja, 27 d'agost de 1831 - Lieja, 25 de març de 1898) fou un violinista i professor de música belga.
Fill de Jacques Heinberg, que va dirigir la banda de música a Arschot. Es va graduar al Conservatori de Lieja, alumne de François Prume, i després hi va ensenyar durant molts anys: el 1861-1882. Professor de violí, el 1882-1897. Professor de viola. Conegut principalment per l'ensenyament, Heinberg va ser en diverses ocasions el mentor de Martin Pierre Marsick, Ovide Musin, Armand Paran, Guillaume Rémy i altres intèrprets notables. Eugène Ysaÿe també va començar a estudiar amb ell, però Heinberg finalment el va expulsar de la classe per la seva inquietud.
El fill de Heinberg, Emil (1864-1939) i el seu net Georges (1901-1985), eren fabricants de violí.